# Rosemary Beach
 (janvier 2022).
Si vous disposez d'ouvrages ou d'articles de référence ou si vous connaissez des sites web de qualité traitant du thème abordé ici, merci de compléter l'article en donnant les références utiles à sa vérifiabilité et en les liant à la section « Notes et références ».

Rosemary Beach est une communauté planifiée non incorporée dans le comté de Walton, en Floride, aux États-Unis, sur une route de bord de plage, CR 30A, sur la côte du golfe du Mexique.
Rosemary Beach est aménagée sur un terrain faisant à l’origine partie de l’ancien quartier d’Inlet Beach. La ville a été fondée en 1995 par Patrick D. Bienvenue, président de Leucadia Financial Corporation, et a été conçue par Duany Plater-Zyberk & Company. 
La ville s’étend sur environ 105 acres (0,42 km2) et, une fois terminée, comprenait plus de 400 sites résidentiels et un centre-ville à usage mixte avec des boutiques, des restaurants et des activités.
La population de Rosemary Beach est d’environ 4 328 habitants. Rosemary Beach est nommée d’après Rosemary Milligan, un agent immobilier et propriétaire d’une station-service, dont la station-service était située à l’endroit où se trouve aujourd’hui le Donut Hole.

## Emplacement
Rosemary Beach est située sur le golfe du Mexique dans le sud-est du comté de Walton. La U.S. Route 98 et la County Road 30A sont les routes principales qui traversent la communauté. Via US-98, Panama City Beach est à 16 mi (26 km) au sud-est, et Miramar Beach est à 24 mi (39 km) au nord-ouest. La route de comté 30A est parallèle à la côte ouest, menant au nord-ouest 8 mi (13 km) à Seaside.

## Conception

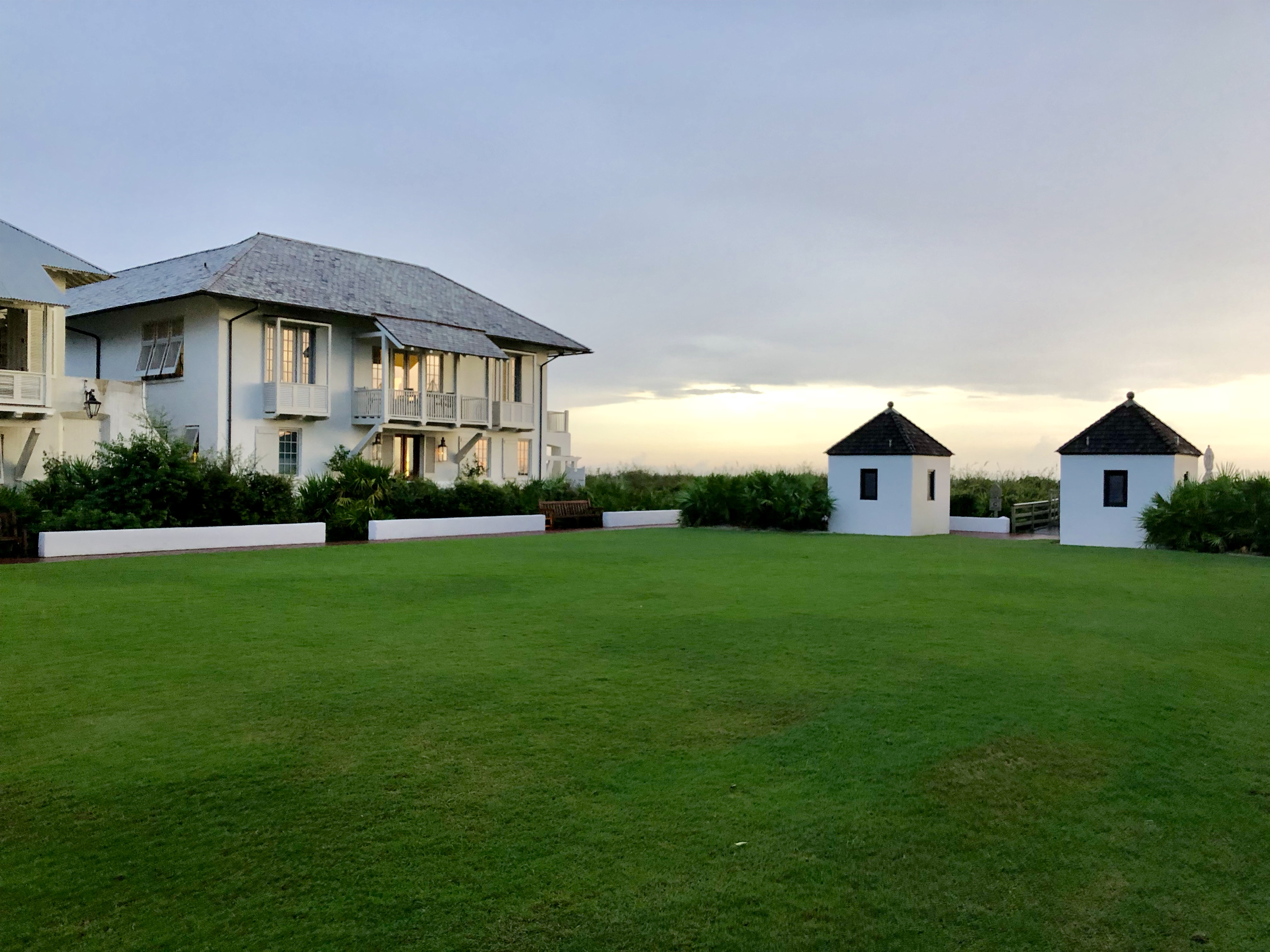
Vert de l’Est, Rosemary Beach.

Rosemary Beach est l’une des trois communautés planifiées sur la côte du golfe de Floride conçues par Andrés Duany et Elizabeth Plater-Zyberk. Les deux autres sont Seaside et Alys Beach. Les trois sont des exemples d’un style d’urbanisme connu sous le nom de Nouvel Urbanisme. 
Rosemary Beach, conçu en 1995, propose des boutiques, des restaurants, un hôtel et des espaces verts publics. La conception de la ville reflète le quartier Français de la Nouvelle-Orléans et les influences coloniales européennes dans les Antilles et les Caraïbes. Des matériaux durables, des palettes de couleurs naturelles, de hauts plafonds pour une meilleure circulation de l’air, des balcons et un accès facile à la plage à pied sont des caractéristiques de conception typiques.